# Juin 2025
Cette page présente les faits marquants du mois de juin 2025.

## Événements
- 9 mai au 1er juin : 108e édition du Tour d'Italie.
- 25 mai au 8 juin : 124e édition des Internationaux de France de tennis à Paris.
- 29 mai au 1er juin : 82e édition des championnats d'Europe d'aviron en Bulgarie.
- 1er juin :
  - élection présidentielle en Pologne (2e tour), Karol Nawrocki est élu ;
  - attaque de Boulikessi, commise par le Groupe de soutien à l'islam et aux musulmans, qui cause la mort d'environ 100 militaires maliens[1] ;
  - l'Ukraine mène l'opération Toile d'araignée contre des bases aériennes en Russie.
- 2 juin : au moins 25 personnes sont tuées par des hommes armés dans deux attaques distinctes, dans l’État de Benue, au Nigeria[2].
- 3 juin :
  - élection présidentielle en Corée du Sud, Lee Jae-myung est élu ;
  - démission de Luvsannamsrai Oyun-Erdene, Premier ministre de Mongolie ;
  - au moins 27 personnes sont tuées dans des tirs israéliens près d'un centre d'aide, dans la bande de Gaza[3] ;
- 4 juin : attaque de Tessit, commise par l'État islamique dans le Grand Sahara, qui cause la mort d'au moins 40 soldats maliens[4] ;
- 4 au 8 juin : 41e édition des championnats d'Europe de gymnastique rythmique à Tallinn en Estonie.
- 4 juin : le Viêt Nam renonce à la politique des deux enfants instaurée en 1988[5].
- 5 juin : élections législatives au Burundi.
- 6 juin : en France, lancement de la chaîne T18 sur le canal 18 de la TNT et nouvelle numérotation de la TNT.
- 7 juin :
  - des frappes de Tsahal font au moins 55 morts dans l'enclave palestinienne de Gaza[6] ;
  - le Rwanda annonce quitter la Communauté économique des États de l'Afrique centrale.

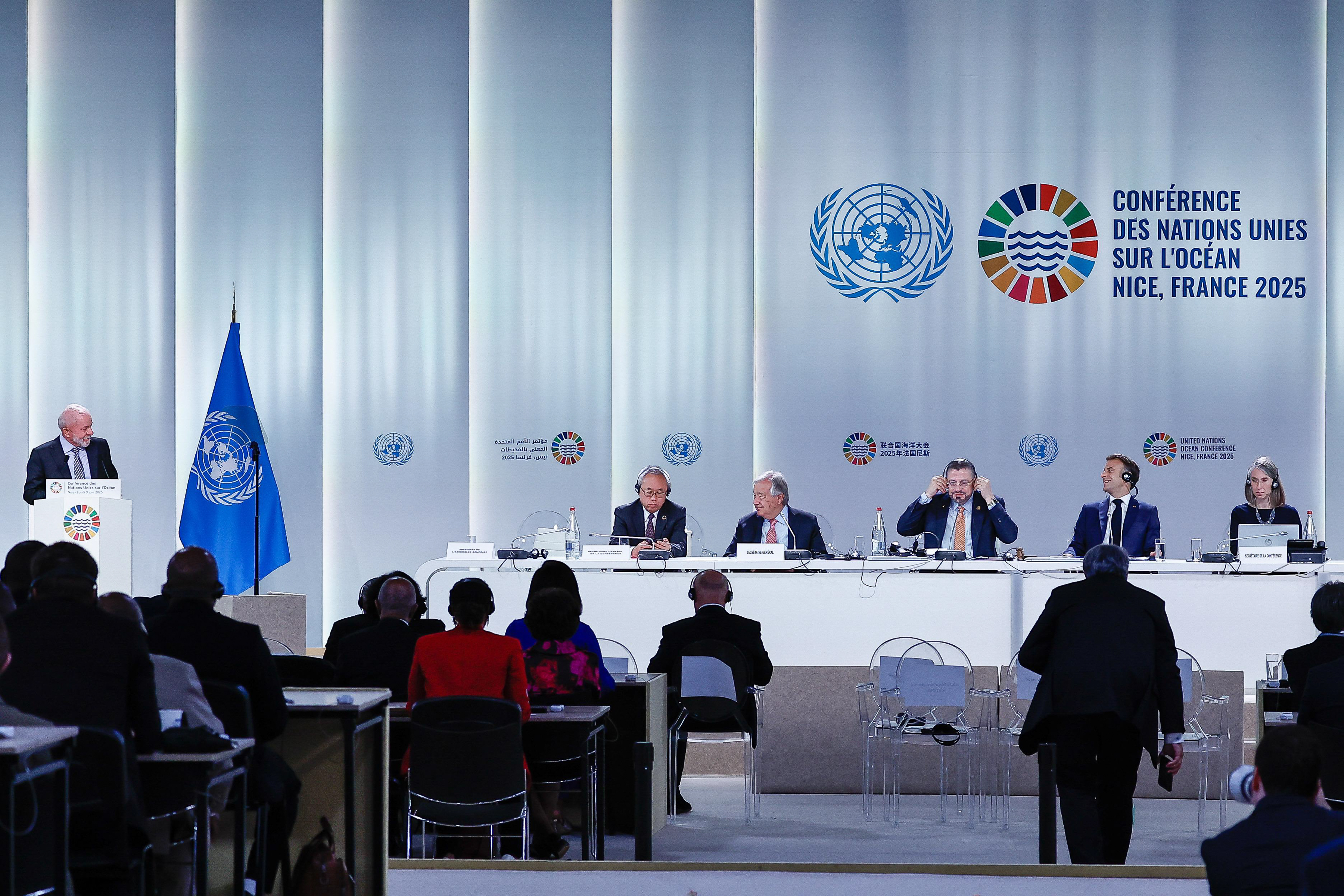
Session d'ouverture de la 3e Conférence des Nations unies sur l'océan le 9 juin 2025 avec les présidents français et brésilien.

- 9 au 13 juin : 3e Conférence des Nations unies sur l'océan (UNOC 3) à Nice (France).
- 9 juin : Le MV Wan Hai 503, porte-conteneurs de 268 mètres battant pavillon de Singapour, prend feu à 78 milles nautiques du port indien de Beypore. Quatre des 22 membres d'équipage sont portés disparus[7].
- 10 juin :
  - le président américain Donald Trump ordonne le déploiement d'environ 500 Marines pour protéger les bâtiments fédéraux au milieu des manifestations en cours à Los Angeles, en Californie[8] ;
  - onze personnes sont tuées, dont l'auteur lors d'une fusillade dans un lycée de Graz, en Autriche[9] ;
  - au moins sept personnes sont tuées, dont deux policiers, et 36 autres blessées dans dix-neuf attentats à la bombe et fusillades perpétrés par des dissidents des FARC contre des postes de police, des bâtiments municipaux, et des civils à Cali, dans le Valle del Cauca, en Colombie[10].
  - En Argentine, l'ancienne Présidente Cristina Kirchner (2007-2015) est définitivement condamnée par la Cour suprême pour administration frauduleuse au préjudice de l'Etat dans le cadre de la Causa Vialidad.
- 11 juin : au moins 31 Palestiniens sont tués par les forces de défense de Tsahal, sur un site de distribution d'aide dans le centre de Gaza[11].
- 11 au 28 juin : 25e édition du championnat d'Europe de football espoirs 2025.
- 12 juin : le vol Air India 171, un Boeing 787-8 transportant 230 passagers, et 12 membres d'équipage, s'écrase peu après son décollage de l'aéroport d'Ahmedabad, dans le Gujarat[12].
- 13 juin : combat d'Anoumalane, opposant d'une part l'armée malienne et les paramilitaires russes de l'Africa Corps et de l'autre les rebelles touaregs du FLA[13],[14].  Le bilan est de 260 morts, 241 a bord de l'avion et 19 au sol[15].
- À partir du 13 juin : Israël attaque l'Iran et tue plusieurs personnalités militaires et scientifiques ; l'Iran riposte en bombardant le territoire israélien.
- 13 au 20 juin : 43e édition des championnats du monde de judo à Budapest en Hongrie.
- 14 juin :
  - au moins 58 personnes sont tuées par des tirs de Tsahal dans la bande de Gaza, dont 15 personnes près d'un site de la Fondation humanitaire de Gaza (GHF)[16] ;
  - au moins 100 personnes sont tuées, dont de nombreuses brûlées vives, des centaines d'autres sont blessées et des dizaines sont toujours portées disparues, lors d'une attaque menée par des hommes armés non identifiés à Guma, dans l'État du Benue, au Nigeria[17] ;
  - au moins 19 personnes sont tuées, dans des inondations et des glissements de terrain causés par de fortes pluies à Kinshasa, en République démocratique du Congo[18] ;
  - la représentante démocrate et ancienne présidente de l'Assemblée législative du Minnesota Melissa Hortman et son conjoint sont tués, et le sénateur démocrate John Hoffman et sa propre conjointe sont gravement blessés, lors de deux fusillades ciblées à leurs domiciles de Brooklyn Park et Champlin, dans le Minnesota ; le tireur, Vance Boelter, est arrêté deux jours plus tard, une liste de 70 cibles potentielles, toutes des élus pour le droit à l'avortement, est retrouvée dans sa voiture[19].
- 14 au 15 juin : 93e édition du 24 Heures du Mans en France.
- 14 au 19 juin : 38e championnats d'Europe d'escrime en Italie.
- 14 juin au 6 juillet : 18e édition du Gold Cup (football).
- 14 juin au 13 juillet : 21e édition de la Coupe du monde des clubs de la FIFA aux États-Unis.
- 15 au 17 juin : sommet du G7 au Canada.
- 15 au 22 juin : 88e édition du Tour de Suisse.
- 15 juin : une frappe de missile balistique iranien sur un immeuble résidentiel tue neuf personnes, dont trois enfants, et en blesse plus de 200 autres à Bat Yam, en Israël[20].
- 16 juin :
  - un tir de missiles balistiques iraniens fait trois morts, et plus de 67 blessés en Israël[21].
  - Tsahal tente d'assassiner le président iranien Massoud Pezechkian.
- 17 juin :
  - au moins 20 personnes sont tuées, et 16 blessés, après des affrontements communautaires dans la province de Ouaddaï dans l'est du Tchad[22] ;
  - au moins 59 personnes sont tuées à Gaza, après que des chars israéliens ont ouvert le feu sur une foule qui tentait d'obtenir de l'aide humanitaire par camions[23].
- 18 juin :
  - attaque de Bani Bangou, commise par l'État islamique dans le Grand Sahara, où au moins 71 soldats nigériens sont tués[24] et 14 blessés[25] ;
  - des tirs et des frappes aériennes de Tsahal tuent au moins 30 personnes dans l'enclave palestinienne de Gaza[26] ;
  - au moins 19 personnes sont tuées et une vingtaine de personnes sont dans un état critique après un empoisonnement intentionnel, lors d’un anniversaire en banlieue d’Antananarivo, à Madagascar[27].
- 19 juin :
  - une étude publiée dans Earth System Science Date affirme que l'objectif fixé par l'Accord de Paris sur le climat de limiter le réchauffement climatique à + 1,5 °C est désormais inatteignable[28] ;
  - les tirs et les frappes aériennes israéliennes tuent au moins 84 personnes dans l'enclave palestinienne de Gaza, dont 16 personnes attendant une aide humanitaire près du corridor de Netzarim[29] ;
  - au moins 11 personnes d'une même famille sont tuées et plusieurs autres blessées dans le naufrage d’une pirogue sur le lac Fitri, au Tchad[30].
- 18 au 29 juin : 40e édition du championnat d'Europe féminin de basket-ball.
- 20 juin : l'armée de Taïwan détecte 74 avions de chasse chinois aux environs de l’île de Taïwan[31].
- 21 juin :
  - au moins 20 combattants anti-djihadistes sont tués dans un attentat-suicide à Konduga dans le nord-est du Nigeria[32] ;
  - lors de l'accident de montgolfière de Santa Catarina au Brésil, huit des vingt-une personnes à bord sont mortes et les survivants blessés[33].
  - les Pays-Bas restituent officiellement 119 sculptures de la collection de bronzes du Bénin, pillées au royaume du Bénin, dans l'actuel État d'Edo au Nigeria, par les forces coloniales britanniques[34].
- 21 au 22 juin : des bombardements américains visent l'usine d'enrichissement d'uranium de Fordo, l'usine d'enrichissement d'uranium de Natanz et le centre de technologie et de recherche nucléaire d'Ispahan avec 14 bombes GBU-57 largués par 7 Northrop B-2 Spirit et une trentaine de missiles de croisière Tomahawk. L'Iran déclare qu'il n'y a pas de victimes[35].
- 22 juin :
  - au moins 20 personnes sont tuées, et 52 autres blessées, lors d'un attentat contre une église à Damas, en Syrie[36] ;
  - au moins sept soldats ougandais sont tués dans des combats en Somalie contre les islamistes radicaux shebab[37].
- 23 juin :
  - au moins 43 personnes sont tuées, dans des tirs et des frappes aériennes israéliennes, dans l'enclave palestinienne de Gaza, dont 13 personnes en quête d'aide humanitaire[38] ;
  - au moins 71 personnes sont tuées, et une vingtaine d'autres sont blessées, lors d'une attaque armée à Manda, au Niger[39] ;
  - Ilie Bolojan devient Premier ministre de Roumanie.
- 23 au 27 juin : forum du U.S.-Africa Business Summit à Luanda (Angola)[40].
- 23 au 29 juin : 9e édition de la Coupe du monde de basket-ball 3×3.
- 24 au 25 juin : sommet de l'OTAN à La Haye (Pays-Bas).
- 24 juin : 
  - plus d'une centaine de bandits sont tués par les forces paramilitaires de l'état de Zamfara, dans le nord-ouest du Nigeria[41].
  - selon le Hamas, au moins 25 personnes sont tuées après que les forces de Tsahal ont ouvert le feu sur des personnes attendant des camions d'aide, à Gaza[42].
- 25 juin :
  - au moins vingt personnes sont tuées, et 280 autres blessées dont 69 hospitalisés, après qu'une explosion a provoqué une bousculade dans un lycée de Bangui, en République centrafricaine[43],[44] ;
  - selon le Hamas, au moins 20 personnes sont tuées, et des dizaines d’autres blessées par l’armée israélienne, dans l'enclave palestinienne de Gaza[45] ;
  - au moins 17 soldats sont tués lors d'une attaque de groupes de bandits sur trois bases militaires dans les États de Kaduna et de Niger, au Nigéria. L'Armée de terre nigériane et la Force aérienne nigériane indiquent avoir lancé des contre-offensives contre les bandes de bandits[46].
- 27 juin : la république démocratique du Congo et le Rwanda signent un accord de paix aux États-Unis[47].
- 28 juin :
  - au moins seize soldats et l'auteur de l'attentat sont tués et 29 autres blessés, lorsqu'un kamikaze percute un convoi militaire au volant d'un véhicule chargé d'explosifs dans le district du Waziristan du Nord, province de Khyber Pakhtunkhwa, au Pakistan. La faction Hafiz Gul Bahadur des talibans pakistanais revendique l'attentat[48] ;
  - au moins 37 personnes sont tuées et des dizaines d'autres blessés, par des frappes ou des tirs de Tsahal, dans l'enclave palestinienne de Gaza[49].
- 29 juin : 
  - en Iran, les autorités annoncent que l'attaque israélienne contre la prison d'Evin a fait 71 morts[50] ;
  - au moins 11 personnes sont tuées et sept autres blessées après l'effondrement d'une mine d'or à Houeid, au Soudan[51].
- 29 juin au 19 juillet : 15e édition du championnat du monde junior de rugby à XV.
- 30 juin :
  - une explosion dans une usine fabriquant de la cellulose microcristalline dans l'état indien de Telangana fait au moins 40 morts et 33 blessés[52].
  - commission mixte franco-malgache, chargée de statuer sur la restitution des îles Éparses à Madagascar[53] ;
  - le président des États-Unis, Donald Trump, signe un décret levant les sanctions américaines contre la Syrie, imposées sous le régime de la famille Assad renversée, sauf pour Bachar el-Assad[54].

## Finance internationale
- Les dirigeants des grandes institutions financières mondiales se réuniront à Séville (Espagne) pour le Sommet sur le financement des objectifs de développement durable (ODD) des Nations unies. Plus de 2 000 milliards de dollars pourraient être nécessaires, annuellement, pour réaliser ces ODD[55], alors que les analyses[56] de l’organisme commercial des Nations Unies, la CNUCED fin  2024, les sommes actuellement disponibles pour cela sont bien loin de répondre à ces besoins[57],[58].

## Environnement et climat
- L'UNOC 3[note 1] réunit des dirigeants du monde entier autour de l'objectif de développement durable numéro 14 des Nations unies, destiné à la préservation de la vie aquatique. Elle vise à encadrer l'exploitation des mers et océans pour protéger les êtres vivants dans ces milieux[59]. la surpêche est un enjeu crucial. La pêche au chalut, toujours autorisée par l'Union européenne, est dénoncée par plusieurs organismes et comparée à un « bulldozer qui traverserait une forêt », détruisant les êtres vivants et leur habitat. Parmi les autres enjeux, l'érosion des côtes, le forage sous-marin et la pollution plastique seront discutés durant la conférence[60].
- Une étude publiée le 19 juin dans Earth System Science Date affirme que l'objectif fixé par l'Accord de Paris sur le climat de limiter le réchauffement climatique à + 1,5 °C est désormais inatteignable[28].
- La température de la Mer Méditerranée est beaucoup plus chaude que les normales de saison, en particulier la partie proche des côtes françaises, qui sont supérieures de +5°C[61] par rapport aux températures médianes relevées pour les mois de juin de la période 1991-2020[62]. Six des dix plus grandes anomalies de températures mesurées à la surface de la Méditerranée depuis 1982 l'ont été pour le seul mois de juin 2025, avec des pics atteints à 32°C dans certaines zones[61]. Le 29 juin, avec une température moyenne de 26.01°C, ce qui est le record de température moyenne de la Méditerranée en juin[62].